# John Freitag
John W. Freitag (* 3. Mai 1877 in Columbia; † 20. Oktober 1932 in St. Louis) war ein US-amerikanischer Ruderer.

## Karriere
Freitag nahm an den Olympischen Spielen 1904 in St. Louis teil. Hier erreichte er mit seiner Mannschaft vom Western Rowing Club im Vierer ohne Steuermann den dritten Rang und sicherte sich somit Bronze.